# 克林顿 (路易斯安那州)
克林顿（英語：Clinton），是美国路易斯安那州西費利西亞納堂區的縣治。根据2010年美国人口普查，该市有人口1,653人。建置上，属于“town”。